# Eriq Zavaleta
Eriq Anthony Zavaleta (Westfield, 2 augustus 1992) is een Amerikaans betaald voetballer die uitkomt voor Toronto FC in de Major League Soccer.

## Clubcarrière
Zavaleta werd in de MLS SuperDraft 2013 als tiende gekozen door Seattle Sounders. Op 23 maart 2013 maakte hij tegen de San Jose Earthquakes zijn debuut voor Seattle. Op 10 juni 2013 werd hij verhuurd aan de San Antonio Scorpions. Op 28 februari 2014 werd Zavaleta verhuurd aan Chivas USA. Daar maakte hij op 23 maart 2014 tegen FC Dallas zijn debuut. Bij Chivas USA wordt hij voornamelijk gebruikt als centrale verdediger. Op 26 januari 2015 nam Toronto FC hem over van Seattle Sounders